# Pete Hegseth
Peter Brian Hegseth, född 6 juni 1980 i Minneapolis i Minnesota, är en amerikansk republikansk politiker, programledare, krigsveteran (major) och författare som är USA:s försvarsminister sedan den 25 januari 2025. Hegseth var en av programledarna för Fox & Friends Weekend på Fox News. 
I november 2024 meddelade nyvalde presidenten Donald Trump att han avsåg att nominera Hegseth som USA:s försvarsminister, vilket godkändes vid en helt jämn omröstning i Senaten den 24 januari 2025 där vicepresidentens utslagsröst avgjorde.

## Biografi

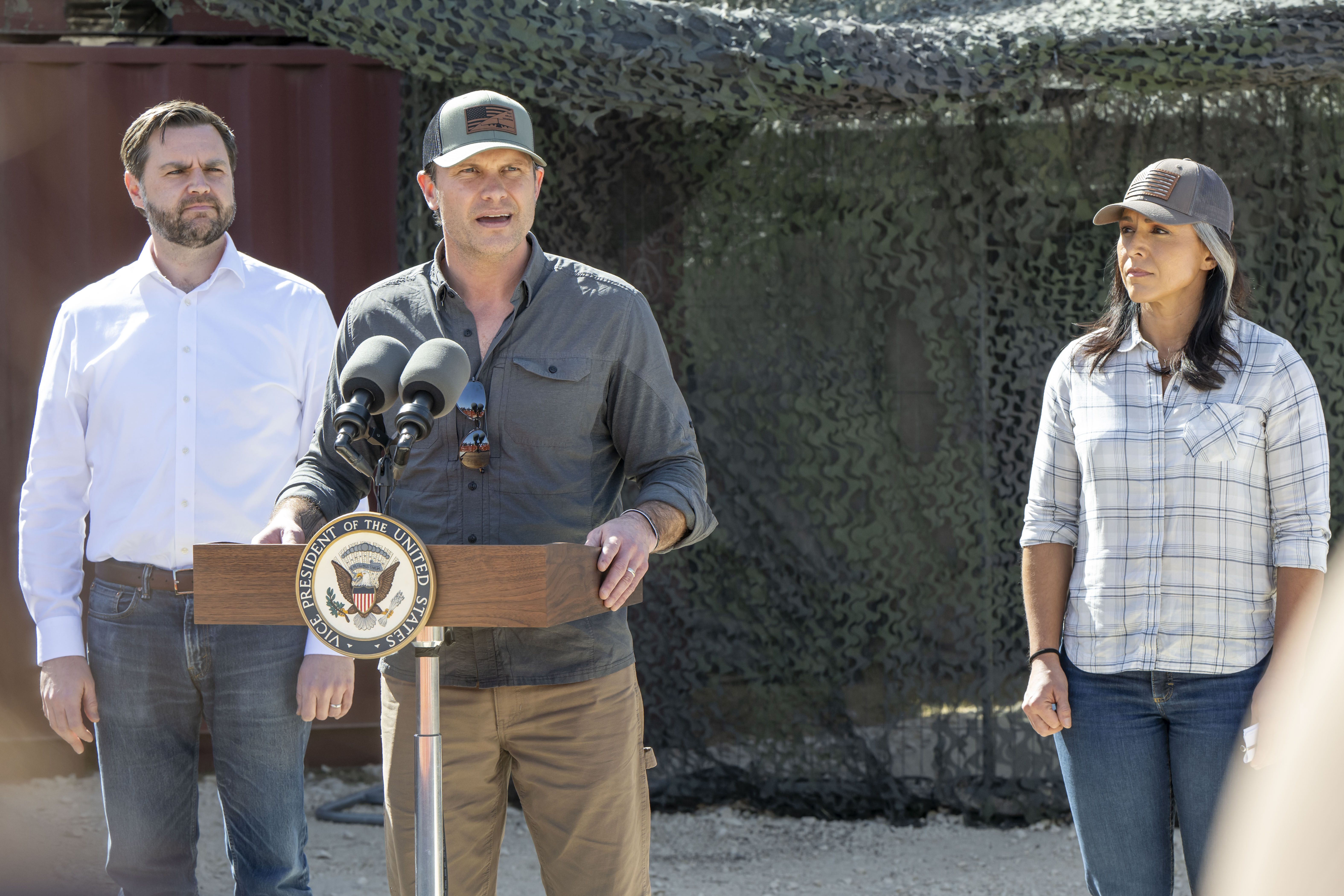
Hegseth tillsammans med USA:s vicepresident JD Vance och nationella underrättelsechefen Tulsi Gabbard besöker gränsen till Mexiko vid Eagle Pass i Texas, 5 mars 2025.

Hegseth avlade kandidatexamen i statsvetenskap vid Princeton University 2003. Han har även studerat vid Harvard University där han avlade en masterexamen i public policy 2013.
Hegseth är också krigsveteran och har nått graden major i Army National Guard. Han var stationerad vid Guantánamobasen, Irak och Afghanistan och erhöll ett flertal medaljer. Hans militära utmärkelser inkluderar två Bronze Stars, två Army Commendation Medals, National Defense Service Medal med Bronze Service Star samt Expert Infantryman Badge och Combat Infantryman Badge.
År 2012 tjänstgjorde dåvarande kapten Hegseth i Afghanistan med Minnesota Army National Guard, där han var senior instruktör för motinsurgens vid Counterinsurgency Training Center i Kabul. Innan dess deltog löjtnant Hegseth i Irak med 3:e brigaden av 101st Airborne Division under deras insats 2005–2006. Han tjänstgjorde som plutonchef för infanteri i Bagdad 2005 och som officer för civil-militär verksamhet i Samarra 2006. Året innan, 2004–2005, tjänstgjorde fänrik Hegseth vid Guantánamo Bay med New Jersey Army National Guard. År 2014 befordrades Pete Hegseth till major och lämnade aktiv tjänst för att övergå till Army Individual Ready Reserve. År 2019 återvände Hegseth till National Guard efter fem år som reserv. I januari 2024 lämnade han officiellt National Guard's Individual Ready Reserve.
Vid sidan av sina militära karriär var han 2007 på den konservativa tankesmedjan Manhattan Institute for Policy Research och har därefter haft roller som verkställande direktör för den ideella organisationen Vets for Freedom och för Concerned Veterans for America, en konservativ påverkansgrupp som förespråkade privatisering av veteranvården.
Hegseth hade dessförinnan aldrig haft en position inom regeringen före presidentvalet 2024. Han kandiderade utan framgång till en senatsplats för Minnesota 2012 och övervägdes för posten som chef för Veteran Affairs i Trumps första administration.